# 安娜·克莱因茨
安娜·克莱因茨（德語：Anna Kleinz，1979年10月5日—），德国前女子赛艇运动员。她曾代表德国参加世界赛艇锦标赛，获得二枚金牌和一枚银牌，均来自轻量级项目。